# 1988 SN
1988 SN är en asteroid i huvudbältet som upptäcktes den 22 september 1988 av de båda japanska astronomerna Seiji Ueda och Hiroshi Kaneda i Kushiro.
Asteroiden har en diameter på ungefär 4 kilometer och den tillhör asteroidgruppen Vesta.